# Sergio Riffo
Sergio Riffo Díaz (Viña del Mar, Chile, 17 de marzo de 1997) fue un futbolista chileno que jugó de extremo derecho, en distintos países.

## Clubes
| Club               | País   | Año       |
| ------------------ | ------ | --------- |
| Everton            | Chile  | 2014-2016 |
| Celaya Fútbol Club | México | 2016-2017 |
| Club Irapuato      | México | 2018      |
| Celaya Fútbol Club | México | 2019      |
| Deportes Valdivia  | Chile  | 2020      |
| Fernández Vial     | Chile  | 2021      |
| San Antonio Unido  | Chile  | 2022      |
| Provincial Osorno  | Chile  | 2023      |
| Santiago Morning   | Chile  | 2024-Act. |